# 가리비목
가리비목(Pectinida)은 이매패류에 속하는 목의 하나로 대형 및 중형 조개와 가리비 등을 포함하고 있다. 진화적으로 중기 오르도비스기 후기에 시작되었을 것으로 알려져 있으며 물론 여전히 많은 종이 존재한다.<

## 2010년 분류
2010년 비엘레(Bieler)와 카터(Carter) 그리고 코언(Coan)은 2010년 출판된 이매패류의 분류 체계에서, 가리비목을 포함한 이매패강 분류를 개정하여, 이매패류에 관한 새로운 분류 체계를 제안했다.
- 잠쟁이상과 (Anomoiidea)
  - 잠쟁이과 (Anomiidae)
  - Placunidae
- 쇄가리비상과 또는 돌굴붙이상과 (Plicatuloidea)
  - 쇄가리비과 또는 돌굴붙이과 (Plicatulidae)
- 돌굴상과 (Dimyoidea)
  - 돌굴과 (Dimyidae)
- 가리비상과 (Pectinoidea)
  - 엔돌리움과 (Entoliidae)
  - 가리비과 (Pectinidae)
  - 부채살가리비과 또는 큰집가리비과 (Propeamussiidae)
  - 국화조개과 (Spondylidae)